# 傑羅布村
傑羅布村（　）もしくはJieluobu村は、チベット自治区ロダク県山南市プル農村郷にある行政村。
紛争地域ではない国境を接する。
JieluobuはもともとLajiao县の牧場でしたが、2016年に行政村が設立されました。 
Jieluobu村はLajiao县政府から45.6km離れている。村全体が580平方キロメートルの面積をカバーしています。 
2019年7月、村には23人が住んでいました。

## 参照
1. ↑  Barnett, Robert (2021年5月7日). “China Is Building Entire Villages in Another Country’s Territory” (英語). Foreign Policy. 2021年5月24日閲覧。
2. ↑  “China slowly invading Himalayan neighbour Bhutan, says new study” (英語). The Times of India (2021年5月23日). 2021年5月24日閲覧。
3. ↑  Lhamo, Choekyi (2021年5月12日). “China sets up villages in Bhutan to counter India at the border: Report” (英語). Phayul. 2021年5月24日閲覧。
4. ↑  “China expands Tibet with new town inside Bhutan: Report” (英語). The Week (2021年5月23日). 2021年5月24日閲覧。